# Retilla indigens
Retilla indigens là một loài bọ cánh cứng trong họ Cerambycidae.